# Römer 2-4-6

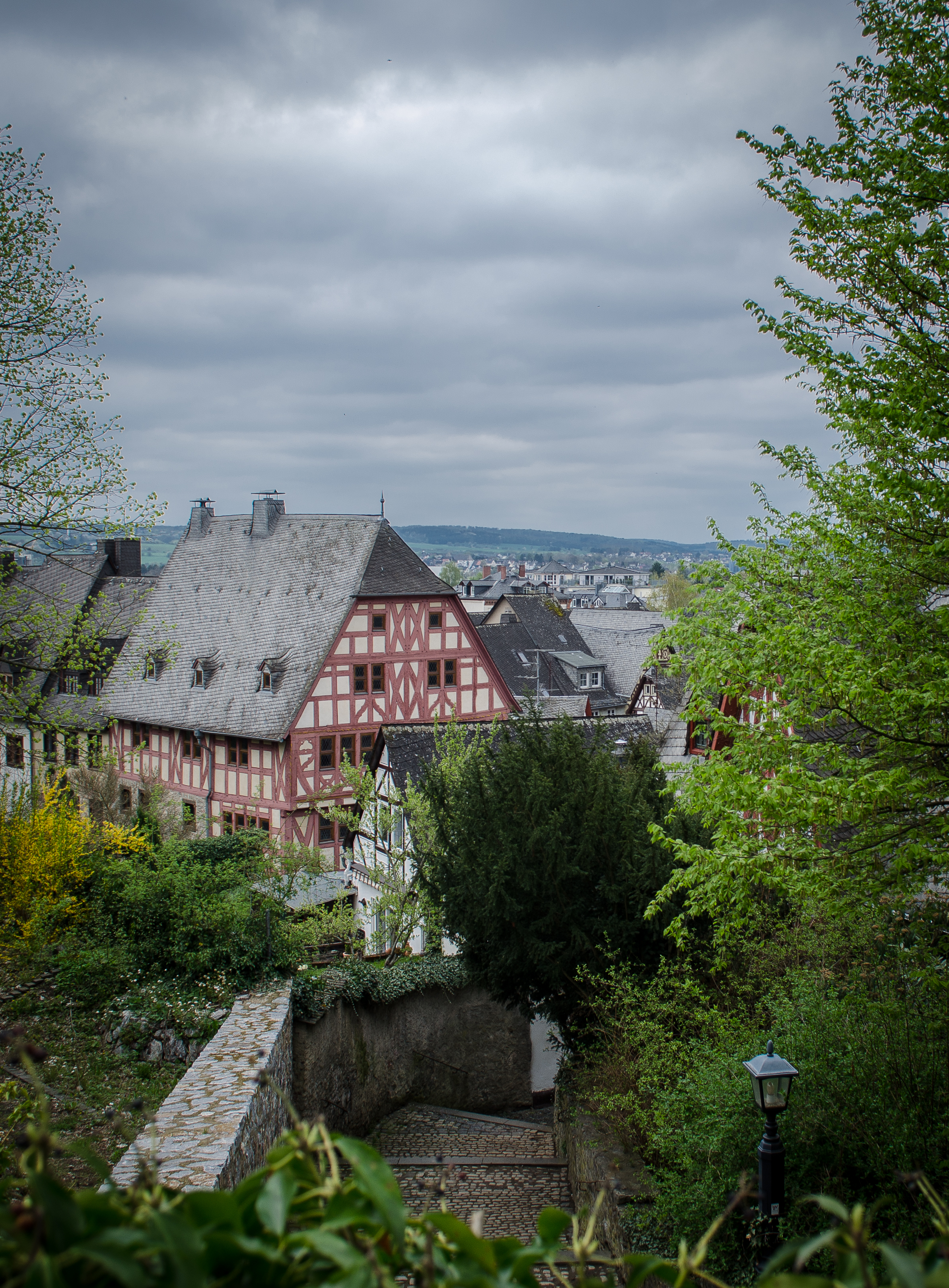
Römer 2-4-6

Römer 2-4-6 ist die Bezeichnung für ein gotisches Fachwerkhaus, dessen älteste verbaute Teile aus dem Jahr 1289 stammen. Damit ist der Römer 2-4-6 heute eines der ältesten, freistehenden Fachwerkhäuser in Deutschland und nationales Denkmal. Es steht in der historischen Altstadt von Limburg an der Lahn. Der Name leitet sich ab von der Straßenbezeichnung sowie den Hausnummern. Außerdem ist der Römer 2-4-6 das älteste Fachwerkhaus Limburgs.
Im Rahmen von Sanierungsarbeiten wurde man auf das Gebäude aufmerksam. Es wurde zwischen 1986 und 1989 von dem Limburger Architekten Walter Neuhäusser restauriert. Im Vorfeld der Restaurierungsarbeiten erfolgten dendrochronologische Untersuchungen von Jahresringen der Sparren, die in dem komplett konservierten Dachstuhl verbaut wurden. Dadurch ließ sich das genannte Erbauungsjahr datieren.
Im Garten der Anlage fand man eine Mikwe, ein jüdisches Kultbad.

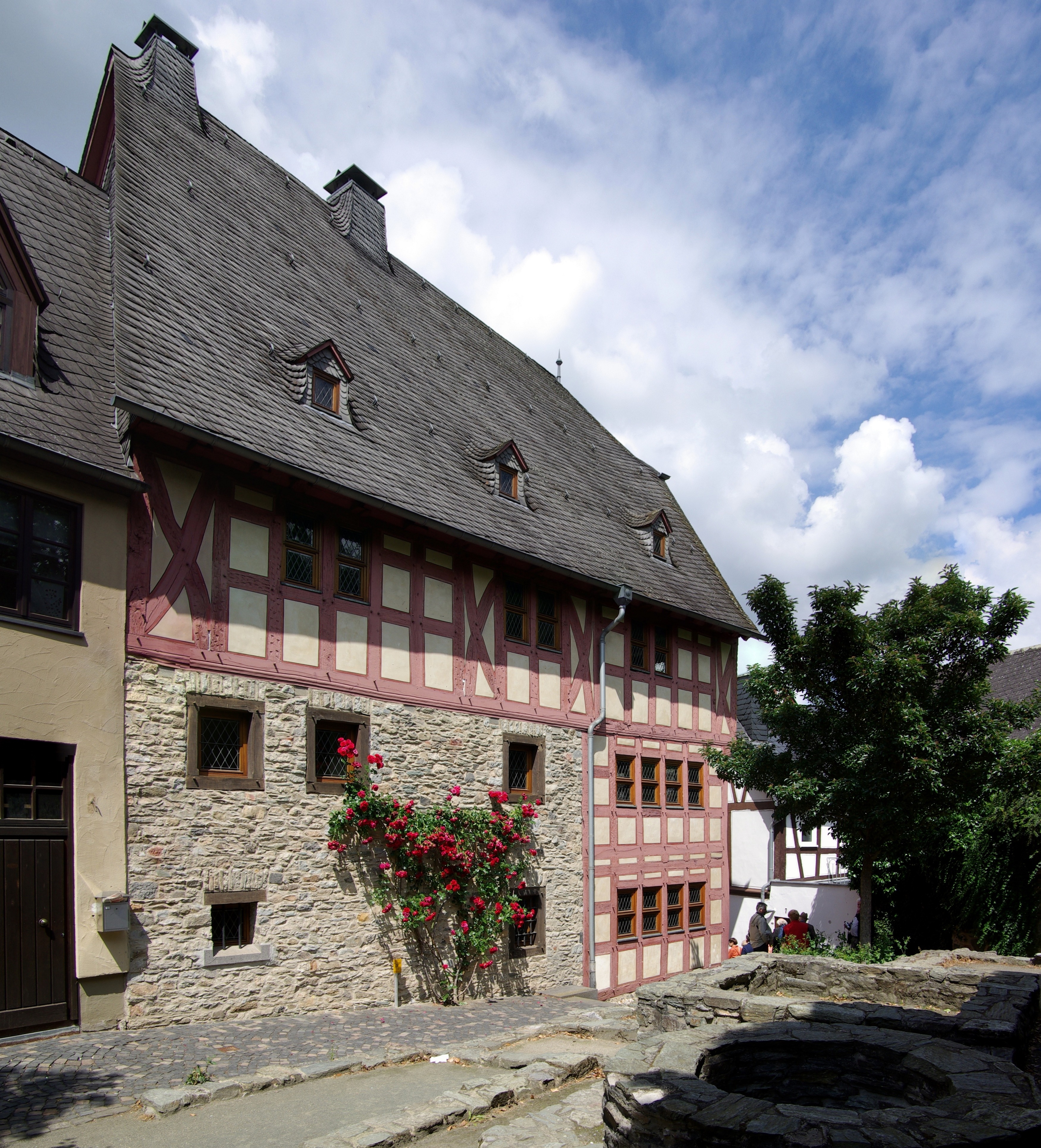
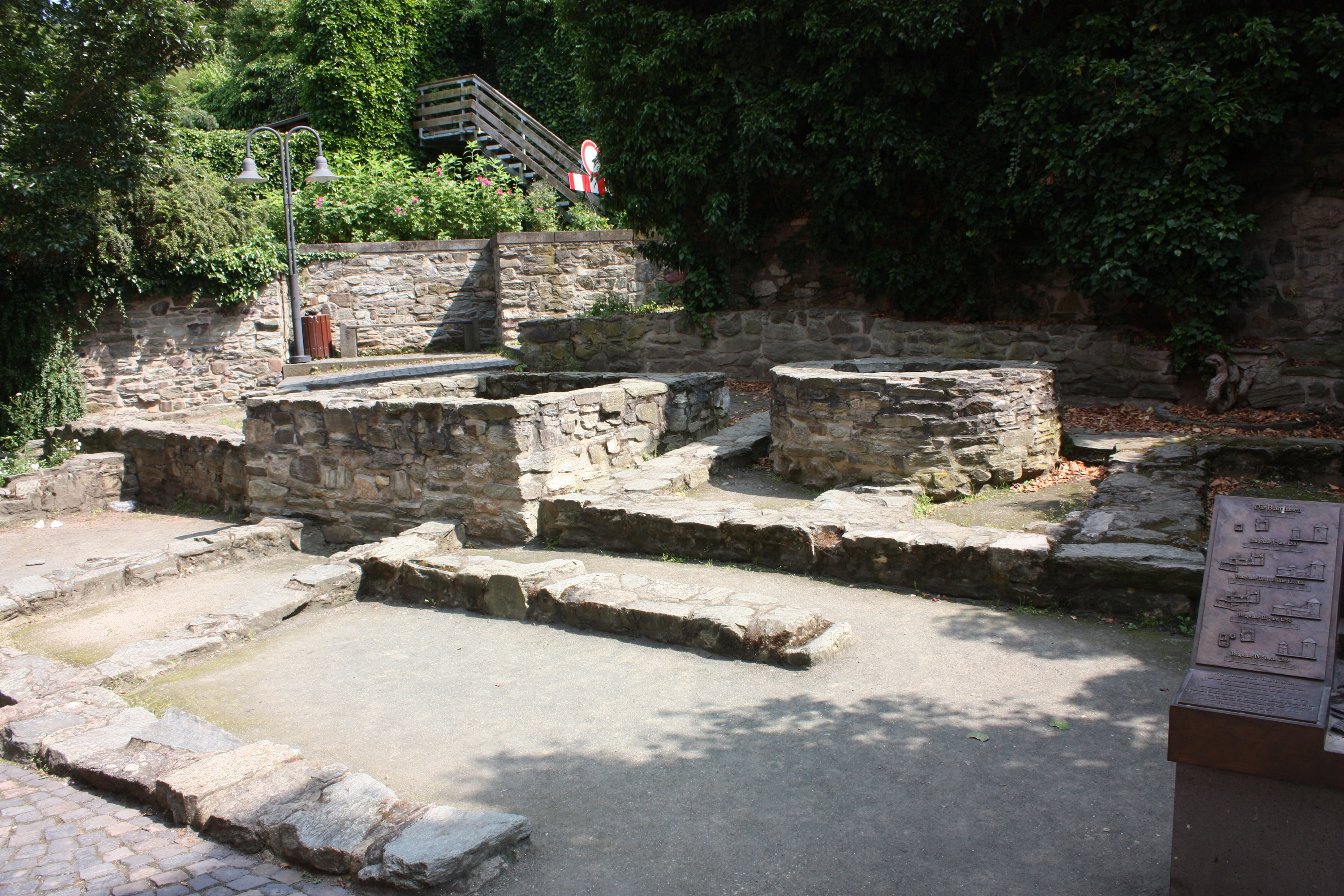
Mikwe
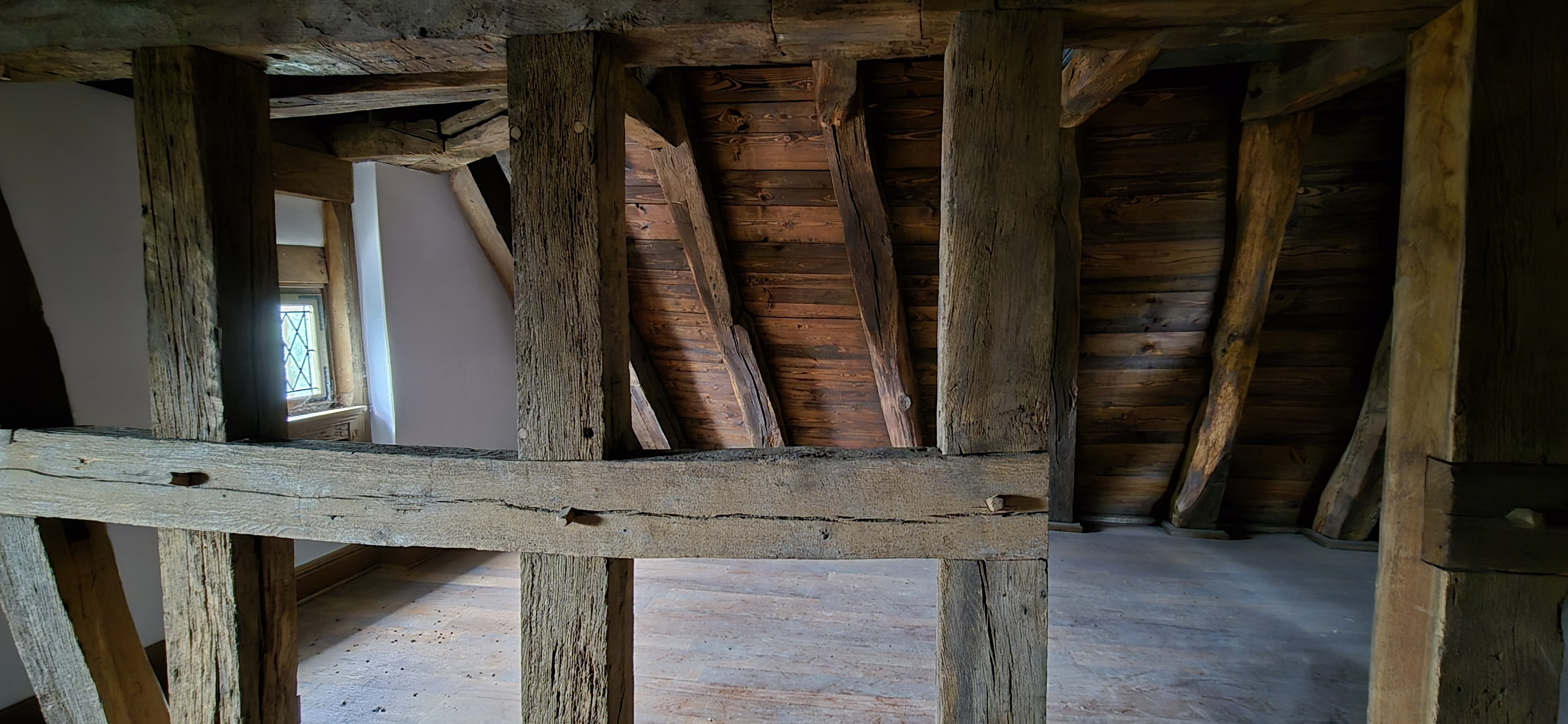
Dach
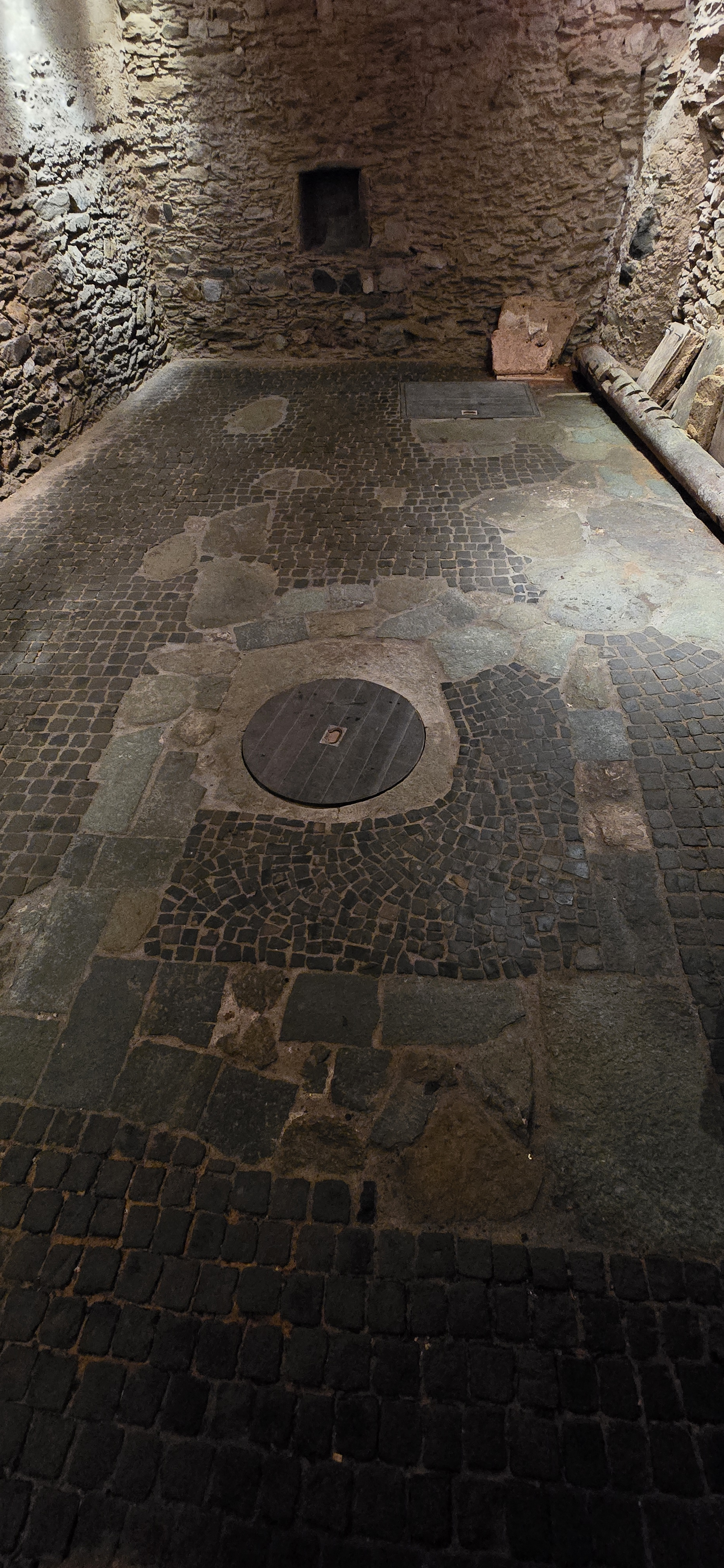
Keller